# مقاطعة غونزاليس (تكساس)
مقاطعة غونزاليس (بالإنجليزية: Gonzales  County)‏ هي إحدى المقاطعات في ولاية تكساس، الولايات المتحدة الأمريكية.